# Neodiogmites hirtuosus
Neodiogmites hirtuosus là một loài ruồi trong họ Asilidae. Neodiogmites hirtuosus được Wiedemann miêu tả năm 1821. Loài này phân bố ở vùng Tân nhiệt đới.